# Uniu-vos Germans Proletaris
Uniu-vos Germans Proletaris o Uniu-vos Fills del Proletariat (coneguda per les seues sigles en castellà "UHP" o Unión de Hermanos Proletarios) fou una consigna simbolitzada en l'Aliança Obrera subscrita per la Federació Socialista Asturiana, la Unió General de Treballadors i la Confederació Regional del Treball d'Astúries, Lleó i Palencia de la CNT, al febrer de 1934. La consigna va ser idea d'Amador Fernández, destacat dirigent socialista. A aquesta aliança es van sumar al poc les dues organitzacions de l'esquerra comunista (no adscrites a l'oficialisme estalinista) existents: el Bloc Obrer i Camperol i l'Esquerra Comunista de Manuel Grossi. Al setembre el PCE va demanar-ne l'ingrés.
La consigna va ser adoptada pels revolucionaris en la Revolució d'Astúries de 1934, buscant representar la unitat d'acció del proletariat asturià i les seves diverses tendències. Més tard va ser una proclama habitual del bàndol republicà i els seus defensors en la guerra civil.
Les sigles UHP eren una consigna habitual entre els simpatitzants del Front Popular. Es podien veure escrites a diversos llocs i eren cridades ("u, hache, pe; u, hache, pe;...") a desfilades i manifestacions, com per exemple a la de l'1 de maig (dia del treballador) de 1936 a Madrid. La Falange Española llegia les sigles com a "Unión de Hijos de Puta".